# Francesco Azopardi

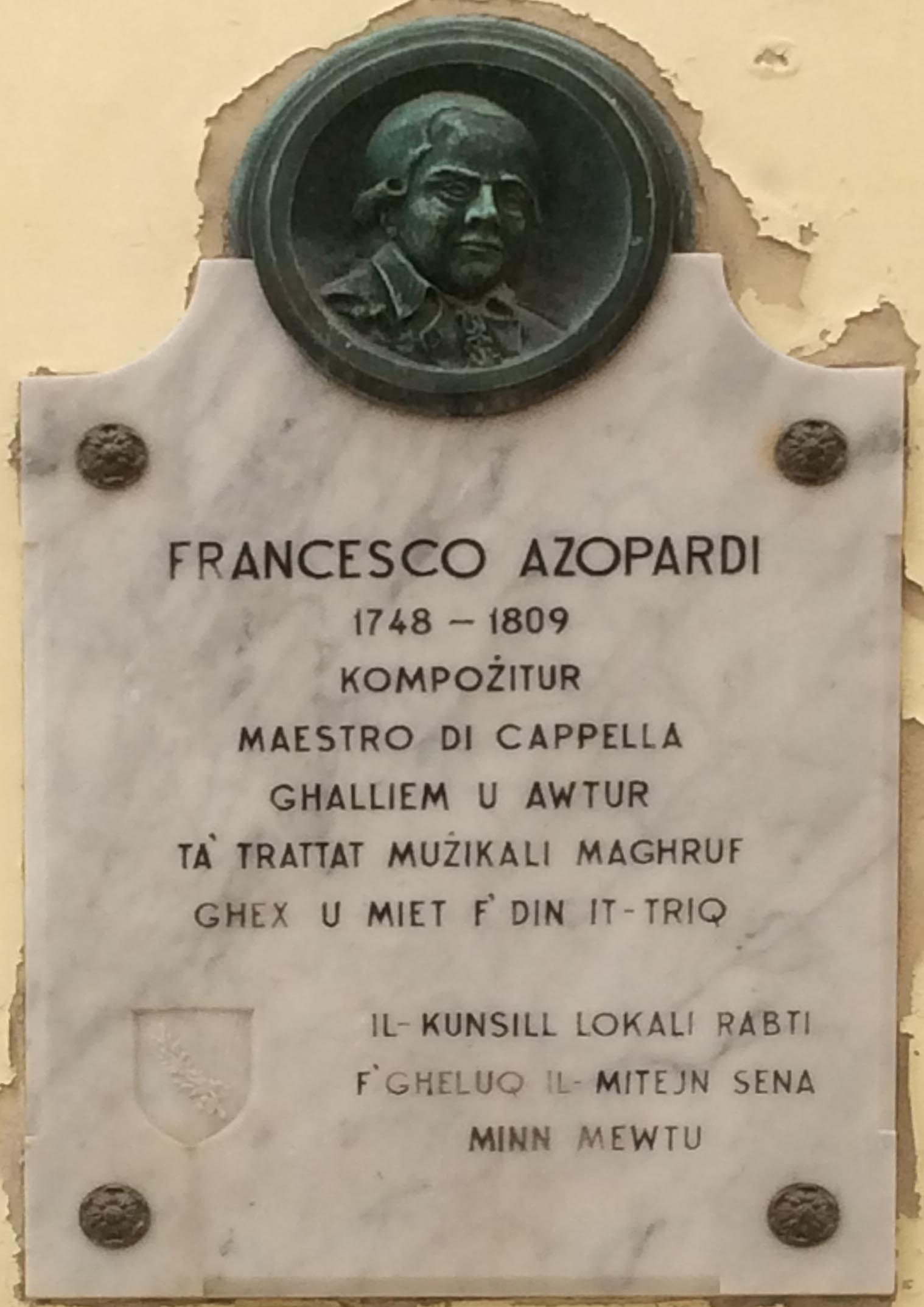
Plakette zum Gedenken an Azopardi in Rabat

Francesco Az(z)opardi (vollständiger Name: Giovanni Bat(t)ista Agostino Francesco Giuseppe Azopardi; * 5. Mai 1748 in Mdina (Città Notabile); † 6. Februar 1809 in Rabat) war ein maltesischer Komponist, Organist sowie Musikpädagoge und -theoretiker.

## Leben
Francesco Azopardi erhielt seine musikalische Ausbildung zunächst auf Malta bei Michelangelo Vella († 1792) und während seines Aufenthaltes von 1763 bis 1774 in Neapel. Am 15. Oktober 1763 wurde er als Internatsschüler am Conservatorio di Sant' Onofrio a Porta Capuana in Neapel aufgenommen.  Er studierte bei Carlo Cotumacci († 1785) und Joseph Doll († 1774). 1767 verließ er das Konservatorium blieb aber als Kapellmeister in Neapel und setzte seine Studien bei Niccolò Piccinni fort. 1768 verfertigte er seine erste kirchenmusikalische Komposition, eine Messe. In Neapel war als Musiklehrer tätig, der sowohl privat als auch in Klöstern unterrichtete. Gelegentlich reiste er in dieser Zeit nach Malta. So schenkte er 1772 dem Kathedralkapitel in Mdina eine Messvertonung und eine Vertonung des Dixit Dominus. DIese Probe seines Schaffens sollte seine Fähigkeiten verdeutlichen und das Kapitel für eine mögliche spätere Anstellung als Kapellmeister gewogen machen.
Nach dem Tod Vincenzo Zerafas im Dezember 1773 wurde die Stelle des Organisten an der Kathedrale in Mdina vakant. 1774 kehrte er auf Einladung des Bischofs Pellerano nach Malta zurück und wurde am 12. April 1774 als Organist an der Kathedrale von Mdina angestellt. Verbunden mit dieser Anstellung war das Recht auf die Nachfolge des aktuellen Kapellmeisters, cum Futura successione. In Mdina arbeitete nun mit Kapellmeister Benigno Zerafa (1726–1804), eines Onkels Vincenzo Zerafas, zusammen. Zerafa war wahrscheinlich ein Freund der Familie Azopardis und hatte ihn wohl schon bei der Aufnahme ins Konservatorium in Neapel unterstützt. 1789 wurde er Kapellmeister an der Ko-Kathedrale St.-Johannes in Valletta. 1804 wurde er als Nachfolger Zerafas selbst Kapellmeister an der Kathedrale von Mdina. Nicolas Isouard war einer seiner Schüler. Azopardi starb am 6. Februar 1809 in Rabat.

## Werke (Auswahl)
Francesco Azopardi komponierte ungefähr 250 überwiegend sakrale Werke. 31 Messen, 76 Psalmvertonungen, 6 Magnificatvertonungen, 2 Passionen, 6 Lamentationen, 70 Motetten, 16 Antiphonen und Orgelmusik.

### Vokalmusik
- La passione di Cristo, Oratorium. Libretto: Pietro Metastasio. Das Werk wurde 1802 im Teatru Manoel aufgeführt.[1]
- Missa Nr.1 in F, 1768
- Missa Nr.2, 1770
- Missa Nr.3,  1772
- Messa a due chori, 1775
- Messa ad 8 voci coie a due cori  del 1776 I Kyrie II Gloria IIa Gratias agimus für Sopran solo IIb Domine deus für Sopran und Alt IIc Domine deus für Bass solo IId Qui tollis IIe Qui sedes für Sopran solo IIf Quoniam tu solus für Sopran solo IIg Cum Sancto Spiritu. Besetzung: 2 Flöten, 2 Oboen, Fagott, 2 Trompeten, 2 Hörner, Violine I und II Chor I, Violine I und II Chor II, Bass, 2 Orgeln, Sopran, Alt, Tenor, Chor I (Sopran, Alt, Tenor, Bass), Chor II (Sopran, Alt, Tenor, Bass), Sopran solo, Alt solo, Bass solo. Simon Farrugia von der Universität Malta veröffentlichte das Werk 2008[5]
- Malta felice [Glückliches Malta]. Azopardi schrieb diese Kantate 1775 zur Einführung des neuen Großmeisters des Malteserordens Emanuel de Rohan-Polduc.
- Messa de Morti a 4 voci, 1792. Das Requiem wurde zum Gedenken an Kaiser Leopold II. komponiert. Es besteht aus acht Sätzen I Introitus: Requiem aeternam II Kyrie III Sequentia: Dies irae IV Offertorium Domine Jesu Christe und Hostias repente  V Sanctus und Benedictus VI Agnus Dei VII Communio: Lux aeterna VIII Libera me Domine. Das Dies irae besitzt alleine Aufführungsdauer von 38 Minuten. Das Graduale ist nicht komponiert.[3]
- Psalm 111 Beatus vir für Sopran und Orchester. I Allegro comodo Beatus vir II Largo Gloria III Allegro Jucundus homo, qui miseretur IV Largo Paratum Cor Ejus Sperare In Domino V Allegro Dispersit VI Andante pizzicato Poccator videbit VII Largocon sordini Gloria patri et filio VIII Finale vivace Sicut erat in principio. 1993 wurde das Werk beim Festival D'Auvers-Sur-Oise in der Kirche Notre-Dame D'Auvers-Sur-Oise aufgeführt. Ausführende waren die Sopranistin Alexis Magaró, der Trompeter Eric Aubier und das Orchestre La Concertante unter der Leitung von Michaël Cousteau. Ein Mitschnitt der Aufführung wurde auf CD veröffentlicht.[6]
- Alma redemptoris mater. für Sopran, Flöte Streicher und Basso continuo C-Dur. Herausgegeben von Richard Duvall.[7]
- Vade Anania. Antiphon.für Tenor, Streicher, zwei Oboen, zwei Hörner und Basso continuo B-Dur. Azopardi komponierte das Werk am 23. Januar 1807 als Auftragskomposition des Kathedralkapitels Mdina. Die Uraufführung fand am 24. Januar 1807 statt.[7]

### Instrumentalwerke
- Sinfonia in D-Dur aus dem Jahr 1799. Bertil van Boer erstellte eine Version, die am 15. Januar 2013 vom Jeune Orchestre Atlantique unter der Leitung von Stéphanie-Marie Degand im Rahmen des Valletta International Baroque Festivals im Teatru Manoel aufgeführt und aufgezeichnet wurde.
- Sonatina pastorale für Klavier. I Allegro moderato II Andante pastorale III Allegro. Das Werk wurde vom Pianisten Murray McLachlan zwischen dem 5. und 7. September 1995 in der St. Paul's Church in Southgate, London eingespielt. Veröffentlicht wurde es auf der CD Piano Music from Malta OCD 489 bei Olympia.

### Il Musico Prattico
Bekannt wurde Francesco Azopardi vor allem durch sein theoretisches Werk Il Musico Prattico. Der vollständige Name lautet: Il Musico prattico o Lezioni che conducono gli allievi nell'arte del contrappunto, insegnando loro la maniera di comporre correttamente ogni specie di musica; opera composta secondo i principi dei Conservatori d'Italia e messi nell'ordine più semplice e più chiaro da F. A.. [Die geschulte Musik oder Lektionen, die die Schüler in die Kunst des Kontrapunkt führen, die Weise des richtigen Komponierens jeder Art von Musik unterrichtend. Ein mehrgliedriges Werk´nach den Prinzipien der Konservatorien Italiens und in die einfachste und klarste Ordnung gestellt von Francesco Azopardi].  1786 erschien in Paris die zweibändige französische Übersetzung Le Musicien Pratique von Nicolas-Étienne Framéry. Es wurde ein sehr einflussreiches Werk. 1809 veröffentlichte Azopardi eine weitere Ausgabe. 1824 erschien in Paris eine einbändige Ausgabe von Alexandre-Étienne Choron. Am Konservatorium in Paris wurde es als Textbuch benutzt. François-Joseph Fétis beurteilte das Werk als mittelmäßig, doch Luigi Cherubini zitierte in seinem eigenen musiktheoretischen Werk Cours de contrepoint et de Fugue [Kursus des Kontrapunkts und der Fuge] aus dem Jahr 1835 viele Beispiele.